# Bunceton (Misuri)
Bunceton es una ciudad ubicada en el condado de Cooper en el estado estadounidense de Misuri. En el Censo de 2010 tenía una población de 354 habitantes y una densidad poblacional de 144,18 personas por km².

## Geografía
Bunceton se encuentra ubicada en las coordenadas 38°47′23″N 92°47′55″O / 38.78972, -92.79861. Según la Oficina del Censo de los Estados Unidos, Bunceton tiene una superficie total de 2.46 km², de la cual 2.44 km² corresponden a tierra firme y (0.42%) 0.01 km² es agua.

## Demografía
Según el censo de 2010, había 354 personas residiendo en Bunceton. La densidad de población era de 144,18 hab./km². De los 354 habitantes, Bunceton estaba compuesto por el 93.5% blancos, el 4.24% eran afroamericanos, el 0% eran amerindios, el 0% eran asiáticos, el 0% eran isleños del Pacífico, el 0.28% eran de otras razas y el 1.98% pertenecían a dos o más razas. Del total de la población el 0.85% eran hispanos o latinos de cualquier raza.